# José Luis Abajo
José Luis „Pirri” Abajo (n. 22 iunie 1978, Madrid, Noua Castilie⁠(d), Spania) este un scrimer olimpic spaniol specializat pe spadă. 
A fost laureat cu bronz la Jocurile Olimpice de vară din 2008 după ce a fost învins de italianul Matteo Tagliariol în semifinală, dar a trecut la o tușă de maghiarul Gábor Boczkó în „finala mică”. Astfel a devenit primul scrimer spaniol care a cucerit o medalie olimpică și a adus Spaniei cea de-a o sută medalie olimpică, indiferent ca au fost Jocuri Olimpice de vară sau de iarnă. A câștigat și o medalie de bronz la individual la Campionatul Mondial de Scrimă din 2009, fiind învins în semifinală de rusul Anton Avdeev. Cu echipa Spaniei a fost vicecampion mondial la Torino 2006 și de două ori vicecampion european în 2000 și în 2014.
Pentru realizările sale a fost inclus în „Hall of Fame-ul” scrimei de Federației Internaționale de Scrimă în anul 2013.

## Legături externe
- Materiale media legate de José Luis Abajo la Wikimedia Commons
- en  „Hall of Fame-ul” scrimei Arhivat în 12 august 2015, la Wayback Machine. la Federația Internațională de Scrimă